# Connexion de la comtesse de Huntingdon

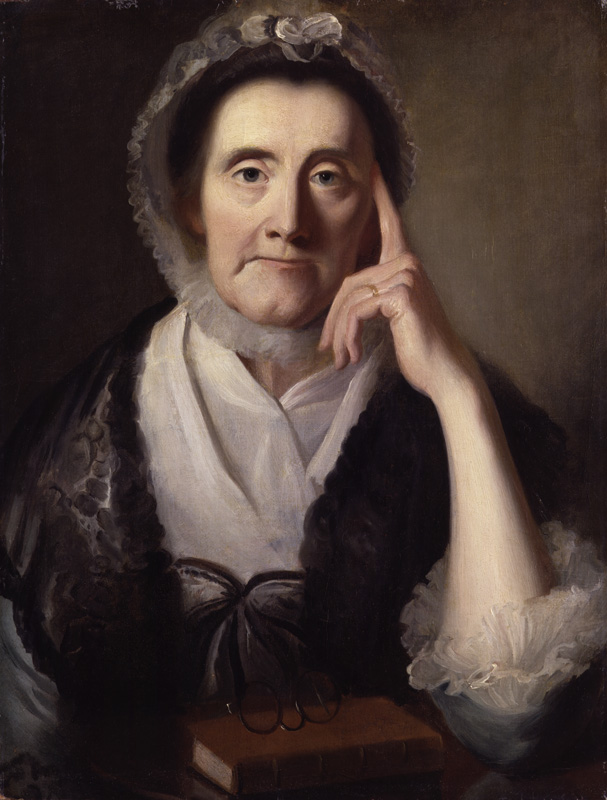
Selina Hastings, comtesse de Huntingdon (1707-1791), amie et bienfaitrice du mouvement méthodiste.

La connexion de la comtesse de Huntingdon est une petite société d'Églises protestantes, fondée en 1783 par Selina Hastings, comtesse de Huntingdon à la suite du Réveil évangélique. Pendant des années, elle fut étroitement liée au mouvement méthodiste calviniste de George Whitefield. Aujourd'hui elle est composée de vingt-trois congrégations essentiellement en Angleterre mais aussi au Sierra Leone.
John Marrant fut un ministre consacré de la connexion et un célèbre évangélisateur parmi les Indiens Cherokees et les Loyalistes noirs de la Nouvelle-Écosse.